# Tom Osborne
Thomas William "Tom" Osborne, född 23 februari 1937 i Hastings, Nebraska, är en amerikansk republikansk politiker. Han representerade delstaten Nebraskas tredje distrikt i USA:s representanthus 2001–2007. Före den politiska karriären var Osborne en framgångsrik tränare av amerikansk fotboll. Under den korta spelarkarriären i NFL spelade han för Washington Redskins och San Francisco 49ers i början av 1960-talet.
Osborne avlade 1959 sin kandidatexamen i historia vid Hastings College där han hade spelat quarterback i collegelaget. I NFL var hans spelarposition wide receiver. För Redskins spelade han två säsonger och ytterligare en säsong för 49ers. År 1963 avlade han sedan sin master i pedagogisk psykologi vid University of Nebraska–Lincoln och två år senare doktorsexamen.
Osborne var huvudtränare i University of Nebraskas lag Nebraska Cornhuskers mellan 1973 och 1997. Under den tiden vann laget tre mästerskap i NCAA Division I-A: 1994, 1995 och 1997.
Hastings efterträdde 2001 Bill Barrett som kongressledamot och efterträddes 2007 av Adrian M. Smith. I republikanernas primärval inför guvernörsvalet 2006 besegrades han av ämbetsinnehavaren Dave Heineman.